# Jesper Søgaard
Jesper Søgaard (født 22. februar 1976) er en tidligere dansk, professionel fodboldspiller fra Vejle Boldklub.

## På banen
Jesper Søgaard var i midten af 1990'erne en del af Ole Fritsens talentfulde trup, der sikrede Vejle Boldklub en genopstandelse i dansk topfodbold i form af oprykning til Superligaen, sølvmedaljer i 1996/1997-sæsonen og to  UEFA Cup-deltagelser. 
Thomas Gravesen, Peter Graulund, Alex Nørlund, Kaspar Dalgas og Jesper Søgaard var med i et kuld talentfulde spillere, der havde spillet sammen i Vejle siden ungdomsårene. Her udmærkede Jesper Søgaard sig som et lysende talent med en glimrende spilforståelse og især en sublim teknik. Da Vejle Boldklub spillede UEFA Cup mod spanske Real Betis i 1998, var Søgaard den eneste på det danske hold, der kunne matche spaniernes høje tekniske niveau og skudkraft.
Da Vejle Boldklub ramte en økonomisk og sportslig krise i slutningen af 1990'erne, skiftede Jesper Søgaard til FC Midtjylland. Her løb han imidlertid ind i en alvorlig skade, der satte et alt for tidligt punktum for en ellers lovende karriere.

## Uden for banen
Jesper Søgaard har taget DBU's A-licens-uddannelse og var fra 1. maj 2009 til 1. juni 2010 ansat som trænerassistent for Mats Gren i Vejle Boldklub Elitefodbold A/S.
Tidligere har Søgaard været U/19-træner i Vejle Boldklub, hvor han sammen med talentchef Lasse Christensen bidrog til at skabe et topmoderne træningsmiljø for ungdomsspillerne.

## Eksterne Henvisninger
- Vejle Boldklub Arkiveret 31. januar 2022 hos  Wayback Machine
- Det danske landhold fra 1908 til nu Arkiveret 15. marts 2008 hos  Wayback Machine